# Jimmy Thelin
Bo Jimmy Thelin (* 14. März 1978 in Jönköping) ist ein schwedischer Fußballtrainer. Seit Sommer 2024 trainiert er den FC Aberdeen.

## Sportlicher Werdegang
Thelin spielte für den Amateurklub IF Hagapojkarna, mit dem der Abwehrspieler zeitweise in der vierthöchsten Spielklasse antrat. Nach seinem Karriereende war er zunächst zwischen 2005 und 2008 im unterklassigen Amateurbereich beim FC Ljungarum als Trainer tätig, ehe er in die Jugendarbeit bei Jönköpings Södra IF einstieg. Dort war er für die U-19-Mannschaft zuständig, als Anfang April 2014 der bisherige Trainer des seinerzeitigen Zweitligisten Mats Gren einem Angebot des IFK Göteborg, als Sportdirektor einzusteigen folgte. Kurz vor Beginn der Zweitliga-Spielzeit 2014 betraute daraufhin der Vereinsvorstand Thelin mit der interimistischen Übernahme des Trainerpostens. Unter seiner Leitung rückte die Mannschaft an die Tabellenspitze und als permanenter Cheftrainer führte er den Klub auf den vierten Tabellenplatz. In der Spielzeit 2015 führte er den Klub nach 46-jähriger Abwesenheit als Zweitligameister zurück in die Allsvenskan. Nach einem 12. Platz musste der Klub am Ende der Allsvenskan-Spielzeit 2017 in die Relegation, wo gegen Trelleborgs FF der Klassenerhalt verpasst wurde. 
Ende Februar 2018 verkündete Thelin seinen Abschied von Jönköpings Södra IF, kurze Zeit später gab er seinen Wechsel zum Erstligaklub IF Elfsborg bekannt. Beim Klub aus Borås unterzeichnete er einen Drei-Jahres-Vertrag. Mit dem Klub platzierte er sich im mittleren Tabellenbereich, im März 2020 verlängerte er den Vertrag vorzeitig um zwei Jahre. In der Spielzeit 2020 wurde er mit dem Klub Vizemeister hinter Malmö FF, in der Qualifikation für die UEFA Europa Conference League 2021/22 scheiterte er mit der Mannschaft erst in den Play-offs am späteren Finalisten Feyenoord Rotterdam. Mit einem vierten Platz im Folgejahr gelang die erneute Qualifikation für den Europapokal, dieses Mal kam in der Qualifikation für die UEFA Europa Conference League 2022/23 das Aus bereits in der 2. Qualifikationsrunde durch zwei Niederlagen gegen Molde FK. In der Spielzeit 2023 lieferte er sich mit seiner Mannschaft ein Kopf-an-Kopf-Rennen mit Malmö FF um den Meistertitel. Durch eine 0:1-Niederlage im direkten Duell am letzten Spieltag rutschte er mit ihr auf den zweiten Platz ab.
Mitte April 2024 verkündete IF Elfsborg den Abschied Thelins zum Sommer, der nach sechseinhalb Jahren beim Klub im Juni des Jahres als neuer Cheftrainer den FC Aberdeen übernahm. Im Verlauf der Meisterschaft 2024/25 rangierte er insbesondere nach zehn Siegen aus den ersten elf Ligaspielen lange Zeit in Schlagdistanz zum Titelverteidiger Celtic Glasgow, ehe die Mannschaft nach einer Serie siegloser Spiele abreißen lassen musste und die Spielzeit auf dem fünften Platz beendete. Im Wettbewerb um den Scottish FA Cup 2024/25 verhinderte er jedoch die Verteidigung des Doubles durch die Glasgower, als die von ihm trainierte Mannschaft das Endspiel im Elfmeterschießen für sich entschied und der FC Aberdeen 35 Jahre nach dem letzten Erfolg zum achten Mal den schottischen Pokalwettbewerb gewann.